# Alto de Jesús
Ngöbö Kiabti o Alto de Jesús es un corregimiento del distrito de Ñürüm en la comarca Ngäbe-Buglé, República de Panamá. La localidad tiene 686 habitantes (2010).
El corregimiento es un enclave dentro del distrito de Las Palmas, en la provincia de Veraguas. Posee un puesto de salud, centro educativo e iglesias de diferentes religiones. Lugar de encuentros como los congresos de masas y eventos especiales.

## Demografía
En 2010 Ngöbö Kiabti contaba con una población de 686 habitantes según datos del Instituto Nacional de Estadística y una extensión de 27,5 km² lo que equivale a una densidad de población de 24,95 habitantes por km².

### Razas y etnias
- 80,03 % Chibchas (Americanos)[4]
- 16,91 % Campesinos
- 3,06 % Afropanameños[4]

La población es mayoritariamente ngäbe, pero también podemos encontrar descendientes de buglés.